# (3435) Boury
(3435) Boury (1981 XC2) – planetoida z grupy pasa głównego asteroid okrążająca Słońce w ciągu 3,55 lat w średniej odległości 2,32 j.a. Odkryta 2 grudnia 1981 roku.